# Nika Walerjewna Kuchartschuk
Nika Walerjewna Kuchartschuk (russisch Ника Валерьевна Кухарчук, englische Schreibweise Nika Kukharchuk; * 8. Februar 1987 in Kaliningrad) ist eine russische Tennisspielerin.

## Karriere
Kuchartschuk begann im Alter von sechs Jahren mit dem Tennisspielen. Sie spielt vor allem auf der ITF Women’s World Tennis Tour, wo sie bislang drei Titel im Einzel und vier im Doppel gewinnen konnte.

## Turniersiege

### Einzel
| Nr. | Datum             | Turnier   | Kategorie   | Belag     | Finalgegnerin      | Ergebnis      |
| --- | ----------------- | --------- | ----------- | --------- | ------------------ | ------------- |
| 1.  | 28. Oktober 2012  | Victoria  | ITF $10.000 | Hartplatz | Victoria Rodríguez | 7:5, 6:0      |
| 2.  | 9. Dezember 2017  | Guayaquil | ITF $15.000 | Sand      | Sofia Sewing       | 6:0, 2:6, 6:2 |
| 3.  | 15. Dezember 2019 | Cancún    | ITF $15.000 | Sand      | Paige Cline        | 6:1, 2:6, 6:2 |

### Doppel
| Nr. | Datum            | Turnier            | Kategorie   | Belag     | Partnerin        | Finalgegnerinnen                 | Ergebnis         |
| --- | ---------------- | ------------------ | ----------- | --------- | ---------------- | -------------------------------- | ---------------- |
| 1.  | 27. August 2011  | San Luis Potosí    | ITF $10.000 | Hartplatz | Lena Litviak     | Andrea Benitez Margaret Lumia    | 6:1, 6:4         |
| 2.  | 1. Juli 2012     | Buffalo            | ITF $10.000 | Sand      | Jamie Loeb       | Fatma Al Nabhani Jacqueline Cako | 1:6, 6:3, [10:8] |
| 3.  | 10. Oktober 2015 | Hilton Head Island | ITF $10.000 | Sand      | Madeleine Kobelt | Alexa Bortles Lauren Herring     | 6:2, 3:6, [10:8] |
| 4.  | 30. Januar 2016  | Hammamet           | ITF $10.000 | Sand      | Alexandra Perper | Anastasia Grymalska Ilona Kramen | 6:3, 7:5         |